# Hemel (film)
Hemel is een Nederlandse speelfilm uit 2012 geregisseerd door Sacha Polak. Het scenario is van Helena van der Meulen. De film werd in het Russisch vertaald door de Russische filmvertaler Andrey Efremov en werd vertoond op het 2012 VOLOGDA Filmfestival.

## Verhaal
Hemel (Hannah Hoekstra) is een jonge vrouw die vaak seks heeft met steeds een andere man. Ze heeft een hekel aan naspel, tot teleurstelling van een deel van de mannen. Nadat een man (Ward Weemhoff) zegt dat hij schaamhaar bij een vrouw niet aantrekkelijk vindt, laat ze hem het afscheren. Ze treft ook een keer een man die onverwacht en zonder haar instemming haar keel ruw dichtdrukt. Ze vindt dat dan wel beangstigend, maar doet er achteraf vrij laconiek over. Ze wordt verliefd op een man, Douwe (Mark Rietman), maar dat wordt niets omdat hij getrouwd is en met haar verder geen relatie wil. 
Ze gaat naar een feestje van haar stiefbroer Teun (Maarten Heijmans) en bekritiseert zijn verloofde over het feit dat ze om godsdienstige redenen geen seks vóór het huwelijk wil. 
Ze is opgegroeid bij haar vader Gijs (Hans Dagelet), haar moeder is jong overleden. Hemel en Gijs hebben een sterke en intieme band. Gijs heeft wisselende, vaak jonge vriendinnen, één tegelijk. Hemel vindt het bedreigend voor haar band met Gijs dat Gijs uiteindelijk een meer vaste vriendin heeft, Sophie (Rifka Lodeizen), met wie hij gaat samenwonen.